# ناوچه مکو ۳۶۰
| ناوچه Meko 360 آرژانتین نیجریه · | ناوچه Meko 360 آرژانتین نیجریه ·                   |
| -------------------------------- | -------------------------------------------------- |
| ARA Almirante Brown              |                                                    |
| اطلاعات کلی                      |                                                    |
| نوع کشتی                         | ناوچه یا ناوشکن                                    |
| کلاس                             | Almirante Brown                                    |
| کشور سازنده                      | آلمان                                              |
| ساخت کارخانه                     | کشتی سازی بوهن و فوس                               |
| ورود به ناوگان                   | ۱۹۸۱                                               |
| مشخصات                           |                                                    |
| طول کشتی                         | ۱۲۶ متر                                            |
| پهنای بدنه                       | ۱۴ متر                                             |
| حداکثر ظرفیت بارگیری             | ۳٬۳۶۰ تن                                           |
| نوع موتور                        | COGAG) ۴ توربین) ۳۶٬۰۰۰ اسب بخار                   |
| تعداد خدمه                       | ۲۲۴ نفر                                            |
| سرعت                             | ۳۰٫۵ گره دریایی (۵۶.۵ کیلومتر)                     |
| برد عملیاتی                      | ۴٬۵۰۰ مایل دریایی (۸۳۰۰ کیلومتر)                   |
| جنگ‌افزارها                       |                                                    |
| توپخانه                          | ۱ توپ دو منظوره ۶ تیوب اژدر ۴ توپ دفاع نزدیک داردو |
| سیستم موشکی                      | ۸ موشک ضد کشتی                                     |
| توپخانه ضدهوایی                  | ۸ توپ ضدهوایی                                      |
| موشک دفاع هوایی                  | ۲۴ موشک سطح به هوا                                 |
| هواگردهای قابل حمل               | یک بالگرد                                          |
| سرنوشت                           |                                                    |

مکو ۳۶۰ (Meko 360) کلاسی از ۵ ناوشکن ساخته شده توسط آلمان برای نیروی دریایی کشورهای آرژانتین و نیجریه است. مکو ۳۶۰ اولین کشتی از خانواده شناورهای مکو است که توسط بوهن و فوس (شرکت کشتی سازی آلمانی) ساخته شده است.

## انواع
تنها یک شناور از نوع مکو ۳۶۰اچ۱ برای نیروی دریایی نیجریه تولید شد که Aradu نامیده می‌شود و یکی از بزرگترین کشتی‌های نیروی دریایی آن کشور محسوب می‌گردد.

۴ کشتی از نوع دوم، مکو ۳۶۰اچ۲، برای کشور آرژانتین ساخته شد. آنها به صورت محلی کلاس Almirante Brown نامیده می‌شوند و اکنون به عنوان قدرت اصلی در نیروی آن کشور در حال خدمت هستند.

اگرچه شناورهای مذکور توسط سازندگان خود ناوچه در نظر گرفته می‌شوند، شناورهای کلاس Almirante Brown در آرژانتین به عنوان ناوشکن طبقه بندی شده‌اند.